# Ålesund (W312)
KV Ålesund (W312) je oceánská hlídková loď norské pobřežní stráže používaná především k ochraně rybolovných oblastí. Vlastníkem plavidla je společnost Fosnavaag Shipping, která jej pro pobřežní stráž provozuje s civilní posádkou.

## Stavba
Plavidlo postavila norská loděnice Myklebust v Gurskenu. Byla spuštěna na vodu v roce 1996 a přijata do služby v roce 1997.

## Konstrukce
Výzbroj tvoří jeden dvouúčelový 40mm kanón Bofors a jeden 12,7mm kulomet. Pohonný systém tvoří dva diesely Wärtsilä Wichmann 8V28B, každý o výkonu 3600 hp, pohánějící dva lodní šrouby. Nejvyšší rychlost dosahuje 18 uzlů.